# Odbor za delo, družino, socialne zadeve in invalide Državnega zbora Republike Slovenije
Odbor za delo, družino, socialne zadeve in invalide je odbor Državnega zbora Republike Slovenije.
»Odbor obravnava predloge zakonov, druge akte in problematiko, ki se nanaša na delovna razmerja in pravice iz dela, zaposlovanje in poklicno usposabljanje, družino, socialne zadeve in invalidsko varstvo, vojne invalide, vojne veterane in žrtve vojnega nasilja ter vojna grobišča. Prav tako pa odbor obravnava tudi druga vprašanja, ki jih obravnava za ta področja pristojno ministrstvo.
Odbor obravnava zadeve EU s svojega delovnega področja.«

## Sestava

#### 4. državni zbor Republike Slovenije
- Predsednik: Stanislav Brenčič
- Podpredsednik: Matjaž Han
- Člani: Janez Drobnič, Ljubo Germič, Aleš Gulič, Bojan Homan, Alenka Jeraj, Marijan Pojbič, Majda Potrata, Anton Rop, Bojan Starman, Majda Širca, Tomaž Štebe, Rudi Veršnik, Barbara Žgajner Tavš, Franc Žnidaršič

#### 8. državni zbor Republike Slovenije
- Predsednica: Eva Irgl
- Podpredsedniki: Primož Siter, Tadeja Šuštar, Mojca Žnidarič
- Člani: Furman Karmen, Ivanuša Lidija, Knežak Soniboj, Koprivc Marko, Korče Jerca, Kordiš Miha, Kovačič Aljaž, Lenart Jožef, Lep Jurij, Pojbič Marijan, Reberšek Aleksander, Starović Vojko, Zabret Andreja
- Sekretarka: Tina Kšela Premik